# ヴェルボトナル法
ヴェルボ・トナル法（ヴェルボ・トナルほう、Verbo-Tonal Method）は、言調聴覚論（Verbo-Tonal System）にもとづいた音声指導法。言語聴覚法とも翻訳されている。

## 概要
言語を習得する際に聴覚のみに頼るのではなく、その言語の持つリズム・イントネーションや音声の伝送体としての身体の動きを重視し、視覚・運動感覚など他の感覚を活用しながら言語を習得することに重点をおいた指導法である。
このヴェルボ・トナル法は、ザグレブ大学のペタル・グベリナ教授が提唱し、日本では上智大学のクロ−ド・ロベルジュがフランス語教育の分野で紹介し、日本語教育の分野では拓殖大学の木村政康、早稲田大学の川口義一等が普及に努めた。
外国語教育の現場だけではなく、聴覚に障害を持った人々が音声言語を習得するために聾学校・病院など多くの施設で利用されている。外国語教育の分野で実際に用いられる技法として、身体リズム運動（「緊張度」の概念を基に適切な運動を用いて目標音を導く）、わらべうたリズム（リズムパターンの繰り返しを用いて習得につなげる）、ローパス音（高周波数帯域の要素をカットした音声）の利用等が挙げられる。
日本高次脳機能障害学会（旧日本失語症学会）や日本コミュニケーション障害学会（旧日本聴能言語学会）、日本言調聴覚論学会等で、ヴェルボ・トナル法に関する学会発表が行われている。